# 朴鍾哲
朴 鍾哲（パク・ジョンチョル、박종철、ぼく しょうてつ、1965年4月1日 - 1987年1月14日）は、大韓民国釜山直轄市出身の学生運動家。治安本部の取り調べ中に拷問により死亡した。その死は6月民主抗争に強い影響を与え、韓国の民主化闘争の象徴となった。

## 経歴
1983年2月に惠光高等学校を卒業後一浪し、1984年3月にソウル大学言語学科に入学。のちに生徒会長に就任する。
学生運動で中心的役割を担い、1986年4月の淸溪被服労組合法化要求デモの際に逮捕され、7月に懲役10月、執行猶予2年の刑となる。

## 拷問致死事件
1987年1月13日深夜（あるいは14日朝）、大学の先輩で民主化推進委員会結成などで1985年から指名手配中の朴鍾雲（パク・ジョンウン）の捜査のため治安本部に下宿先から連行される。南営洞対共分室での取り調べの際、所在を問われて黙秘したため殴打や電気責めなどの拷問を受ける。14日午前11時頃、水責めの際に浴槽の縁で胸部を圧迫され窒息、往診した医師オ・ヨンサンにより死亡が確認された。

### 拷問に加わった人物
- チョ・ハンギョン警衛 捜査班長（41）最初の逮捕者
- ファン・ジョンウ警衛（41）
- カン・ジンギュ警査（29）最初の逮捕者
- バン・クムゴン警長（44）検察は当初主犯と見ていた[4]
- イ・ジョンホ警長（29）

チョが指揮をとり、服を脱がし手足をタオルで縛り、右腕をバン、左腕をファンが固め、両足をイが抱え、カンが頭を浴槽の水に数回浸けた。

### 医師の対応
警察は病院に緊急往診の要請をした際に虚偽の報告をしていた。水の飲み過ぎで倒れたはずの朴が全身ずぶ濡れの下着姿で横たわり、床一面も水浸しだったことからオ医師は警察の説明が虚偽であると見抜く。その場で心肺蘇生術や強心剤を試みるも回復せず死亡診断を下した。午後4時頃、死亡診断書の作成を求められた際、変死扱いになり司法解剖されることを狙って死因不詳と記入する。
遺体を火葬し証拠隠滅を図ろうとした警察は、国立科学捜査研究院の解剖医ファン・ジョクジュンに対し、解剖を行わずに所見書の偽装をしろと命じる。この時、口止め料として100万ウォンを手渡した。ファンは一晩熟慮の末、命令に逆らうことを決意する。
15日夜8時頃、安商守（アン・サンス）検事の指揮で、朴の叔父の立会いのもと司法解剖が行われた。

### 検察の対応
14日午後7時頃、警察がソウル地検に案件の当日中の処理を要請するが拒否される。遺族との対面もないまま火葬することを知った崔桓（チェ・ファン）公安部長は直感的に拷問死を悟り、2時間説得をして観念させた上で遺体保存命令を下す。警察と検察が深い協力関係にあった当時としては異例の対応であった。
15日午前、崔公安部長が司法解剖を指示する。崔は姜玟昌（カン・ミンチャン）治安本部長に「夜道に気をつけろ」などと脅迫を受けている。警察病院を懐柔し遺体を渡そうとしない姜本部長に対し、崔は公務執行妨害での逮捕をちらつかせ解剖に同意させる。なおも、警察病院での実施を望む本部長に対し、崔が民間病院を主張し、漢陽大学病院に決まる。
15日午後、スクープ報道を受けて治安本部が記者会見を行い「持病による心臓発作」であると虚偽の説明をした。この時、姜本部長が発した「机をタッと叩いたらオッと叫んで死ぬとは（책상을 탁 치니 억 하고 죽다니）」は流行語にもなった（この発言は後に歴史教科書にも掲載されたが、2013年に政府が出版社に対し修正命令を出した）。
安商守らが中心となり「朴鐘哲死亡疑惑捜査班」が組まれたが、警察のシナリオ通りに事が進み、目立った成果は出なかった。※捜査班から崔は排除された。安の功績については諸説あり。

### 報道
事件当日、オ医師が病院のトイレで中央日報のシン・ソンホ記者に事件を知らせる。（記者とのやり取りは事実確認のみで拷問であることは伝えていない）
翌15日、中央日報（当時夕刊紙）が「捜査中の大学生ショック死事件」としてスクープする。
警察の記者会見後の16日、東亜日報で遺体の状態（あざ・出血、水で膨れ上がった胃など）が明らかになり、取調官による拷問疑惑が起こった。オ医師は記者の取材に対し、水責めによる拷問死であることを示唆するため「湿性ラ音」など「水」をイメージさせる単語を多用した。

### 処分
19日、警察が事実を認め「一部の警察官の過度な職務意欲により発生した不祥事」として現場検証もせず2人（チョ・ハンギョンとカン・ジンギュ）のみを逮捕し事件の沈静化を図る。バク・チョウォン治安監は2人に口止めをする代わりに早期釈放と家族の生活費の保証を約束をした。同時に、カン本部長が更迭され新本部長にイ・ヨンチャンが任命される。
20日に事態収拾のために内務部長官に任命された鄭鎬容（チョン・ホヨン）は「人が人を殴れるわけがない」と拷問の詳細を明らかにしなかった。鄭は光州事件の特戦司令官であったことから、さらに人々の疑念を招いた。

### 真相解明
2月に永登浦矯導所に収監された2人と同僚との面会に立ち会ったアン・ユ保安係長が会話の内容から新たな3人の容疑者の存在を面談記録に残す。（のちに発覚を恐れたアン自身が廃棄）前年の仁川事態で逮捕され同刑務所に収監中だった活動家のイ・ブヨンに伝わり、イはハン・ジェドン刑務官に筆記用具を借りて手紙を作成し、ハンがジョン・ビョンヨン元刑務官らの協力を得てイの手紙を外部に伝達、最終的に活動家の金正男（のちの教育文化首席秘書官）に渡る。手紙の伝達は4月上旬までに計3回行われた。（イの情報源や執筆、伝達方法は長年謎だったが、2010年に永登浦刑務所の現役看守ファン氏の書籍により詳細が明らかになった）
情報を得た天主教正義具現全国司祭団金勝勲（キム・スンフン）神父が5月18日にソウル明洞聖堂で行われた光州事件追悼ミサで正式に非難声明を発表した。5月1日に結党されたばかりの統一民主党も独自調査に動いた。警察の再捜査の結果、5月21日に3人が追加逮捕された。
ここでも警察上層部は隠蔽指示を否定したが、5月29日にパク・チョウォン治安監、ユ・ジョンバン警正、 パク・ウォンテク警正が犯人逃避罪で逮捕された。(1993年2月にパク治安監懲役1年6月、執行猶予3年。ユ警正、パク警正懲役1年、執行猶予2年確定)
7月4日、拷問致死事件の1審宣告公判がソウル地裁で行われた。（チョ、カン懲役15年、バン懲役8年、ファン懲役7年、イ懲役5年。2審でチョ10年、カン8年、バン6年、ファン5年、イ3年と減刑され、1988年2月に確定した。のち仮釈放）
1988年1月12日、東亜日報にファン解剖医の日誌が公開され、15日に姜元本部長が隠蔽操作などの容疑で逮捕される。1審有罪、2審無罪の後、1993年7月に懲役8月、執行猶予2年が確定した。

### 抗議活動
野党や在野の金大中が対応を激しく批判し、警察発表に信頼性がないとして真相究明のため国政調査権発動の決議案を提出する。
2月7日、全国で追悼集会が開かれる。釜山でのデモを主導した弁護士時代の盧武鉉と文在寅を含む798人が警察に連行される。
その後もソウルを中心に抗議デモが行われ、兼ねてからの大統領直選制改憲運動と相まって全国に拡大した。
「4・13護憲措置」により一旦は小康化したが、5月18日に事件の真相が暴露されたことで再び活性化した。
6月9日、翌日に控えた「拷問致死隠蔽糾弾及び憲法改正国民大会」の決起集会に参加した延世大生の李韓烈（イ・ハンニョル）がデモ中に戦闘警察が発射した催涙弾を頭部に受け、7月5日に死亡した。李の被弾事件は朴と共に民主化運動の起爆剤となり、さらにデモが拡大していった。
6月29日、盧泰愚民正党代表最高委員による「民主化宣言」が発表される。

## 死後
1997年、ソウル大学キャンパスに胸像と追悼碑が設置される。
2000年に朴鍾雲が保守政党のハンナラ党に入党したため、鍾哲の遺族や関係者と疎遠になる。（鍾雲は以後、国政選挙に3度落選）
2001年2月26日、ソウル大学言語学科が名誉卒業生の称号を授与する。
2002年6月27日、「民主化運動関連者の名誉回復及び補償審議委員会」が父親の朴正基を民主化運動関連者に認定する。（認定理由は1991年の警察による明知大生死亡事件への抗議活動の功績）
2003年、（社）民主烈士朴鍾哲記念事業会が「朴鍾哲人権賞」を設立する。第一回受賞者は学生運動出身の政治家李仁榮。
2004年、惠光高等学校に追悼碑が設置される。
2007年、旧治安本部対共保安分室（現警察庁人権センター）の一部が朴鍾哲記念展示室として公開される。
2016年8月、釜山大音楽学科名誉教授ら26名により不平の合唱団「朴鍾哲合唱団」が結成され、12月の朴槿惠大統領弾劾ろうそく集会に参加する。（2018年5月に創立公演を行う）
2018年1月、下宿地のソウル冠岳区新林洞大学5道が「朴鍾哲通り」と命名され記念プレートが設置される。同時に2019年オープン予定の記念公園と記念館の建設が発表された。宣布式には招待されていない朴鍾雲も出席した。

## 朴鍾哲を題材にした作品

### 詩
- 鄭浩承（チョン・ホスン）『届かなかった手紙（부치지 않은 편지）』（1987年） - 詩集『夜明けの手紙（새벽편지）』に収録。

### 音楽
- キム・グァンソク 『届かなかった手紙』（1996年） - 鄭の詩に詩人兼シンガーソングライターのペク・チャンウがメロディを付けた。キムの死後発表されたアルバム『歌客』に収録。 2009年5月、盧武鉉元大統領の追悼会場のBGMとして用いられた[23]。2018年5月、5.18民主化運動記念式典においてミュージカル俳優のミン・ウヒョク（朝鮮語版）が独唱した[24]。
- キム・ヨンナム『他人の痛み』（2017年） - 追悼曲。作詞イ・サンハ 作曲イ・ソンジ[25]。

### ドラマ
- 『第5共和国』（2005年、MBC、第37回 - 第39回） - 朴鐘哲 役：チェ・ドンソン（釜山出身ソウル大学在学の一般人[26]）

### 映画
- 『1987、ある闘いの真実』（2017年12月公開、チャン・ジュナン監督） - 朴鐘哲 役：ヨ・ジング